# Duitse militaire begraafplaats in La Cambe
De Duitse militaire begraafplaats in La Cambe is een begraafplaats met Duitse gesneuvelden uit de Tweede Wereldoorlog en ligt in het Franse dorp La Cambe (departement Calvados). Ze ligt 1,5 km ten westen van het dorpscentrum, vlak bij de autoweg N13. De begraafplaats heeft een nagenoeg vierkant grondplan met een oppervlakte van ongeveer 8,5 ha. In het midden van de begraafplaats ligt een heuvel, waarop een basalten kruis prijkt geflankeerd door twee figuren en de tekst: "Gott hat das letzte Wort" (God heeft het laatste woord). Rondom deze heuvel liggen de graven verdeeld in 49 rechthoekige perken met soms tot 400 graven gekenmerkt door platte tegels in het gras waartussen op regelmatige afstanden groepjes van 5 basalten kruisjes staan.
Op deze begraafplaats liggen Duitse soldaten die sneuvelden tijdens de gevechten die na de landing van de geallieerde troepen in Normandië plaatsvonden.
Nadat de begraafplaats in september 1961 werd afgewerkt werden nog meer dan zevenhonderd Duitse soldaten bijgezet die op andere locaties teruggevonden werden. In totaal zijn er nu 21.160 soldaten begraven, waarvan 207 niet meer geïdentificeerd konden worden.
De begraafplaats is geregistreerd bij de Volksbund Deutsche Kriegsgräberfürsorge.

## Geschiedenis
De Amerikaanse Graves Registration Service legden tijdens de operatie Overlord in de buurt van La Cambe twee grote begraafplaatsen met Amerikaanse en Duitse slachtoffers aan. Na 1945 werden de Amerikaanse doden naar een nieuwe begraafplaats in Colleville-sur-Mer verplaatst en verhuisden de Duitse gesneuvelden naar La Cambe. Door latere bijzettingen door de Engelse en Franse begravingsdiensten was de Duitse begraafplaats in La Cambe met ongeveer 8.000 gesneuvelden al een van de grootste tijdelijke Duitse militaire begraafplaatsen van de Tweede Wereldoorlog in Frankrijk geworden. Door het verzamelen van verspreide graven uit de wijde omgeving was een aanpassing en een nieuwe begrenzing van het terrein nodig waardoor er nu 21.160 slachtoffers een laatste rustplaats vonden.
Dit werk werd in 1958 door de Volksbund Deutsche Kriegsgräberfürsorge georganiseerd door middel van een internationaal jeugdkamp. Onder het motto "Versöhnung über den Gräbern" (Verzoening boven de graven) werden jongeren uit verschillende landen aan het werk gezet. Zo legden zij de basis aan van de bijna zes meter hoge tumulus, die 207 onbekende en 89 bekende doden herbergt.

## Vredespark
Meer dan 100.000 mensen stierven in de zomer van 1944 tijdens de gevechten die na de geallieerde landing in Normandië plaatsvonden. Daarbij kwamen ook minstens 14.000 Franse burgers door geallieerde bombardementen om het leven. Om dit aspect van de strijd en de gedachte aan de slachtoffers levendig te houden werd aan de ingang van de begraafplaats een informatiecentrum ingericht. Door tentoonstellingen, monumenten, boeken, ansichtkaarten, films en "Souvenirs" herinnert men het gebeuren van meer dan 80 jaar geleden. In het informatiecentrum worden noch de gevechten noch de wapens van de oorlog in de kijker gezet. Men verheerlijkt geen militaire successen of tragedies. Het toont de gevolgen van de oorlog - maar de beelden van de dood, lijden, vernietiging en oorlogsgraven worden geconfronteerd met hoopvolle voorbeelden van verzoening, begrip en vriendschap.
Voor de aanleg van het park werden meer dan 1.200 esdoorns aangeplant waardoor deze site een duurzame uitstraling heeft.